# أوغوستا (أركنساس)
أوغوستا (بالإنجليزية: Augusta, Arkansas) هي مدينة تقع في مقاطعة وودروف، أركنسو بولاية أركنساس في الولايات المتحدة. تبلغ مساحة هذه المدينة 5.1 (كم²)، وترتفع عن سطح البحر 66 م، بلغ عدد سكانها 2693 نسمة في عام 2000 حسب إحصاء مكتب تعداد الولايات المتحدة.

## التركيبة السكانية
حدّد مكتب تعداد الولايات المتحدة بيانات التركيبة السكانية لأوغوستا في تعداد الولايات المتحدة. في ما يلي، التركيبة السكانية حسب تعدادي 2000 و2010.

### تعداد عام 2000
بلغ عدد سكان أوغوستا 2,665 نسمة بحسب تعداد عام 2000، وبلغ عدد الأسر 1,070 أسرة وعدد العائلات 742 عائلة مقيمة في المدينة. في حين سجلت الكثافة السكانية 492.6 نسمة لكل كيلومتر مربع (1,275.8/ميل2). وبلغ عدد الوحدات السكنية 1,164 وحدة بمتوسط كثافة قدره 215.2 لكل كيلومتر مربع (557.4/ميل2).
وتوزع التركيب العرقي للمدينة بنسبة 51.18% من البيض و47.99% من الأمريكيين الأفارقة و0.11% من الأمريكيين الأصليين و0.08% من الأعراق الأخرى و0.64% من عرقين مختلطين أو أكثر و0.38% من الهسبانيون أو اللاتينيون من أي عرق.
بلغ عدد الأسر 1,070 أسرة كانت نسبة 37.5% منها لديها أطفال تحت سن الثامنة عشر تعيش معهم، وبلغت نسبة الأزواج القاطنين مع بعضهم البعض 42.2% من أصل المجموع الكلي للأسر، ونسبة 22.8% من الأسر كان لديها معيلات من الإناث دون وجود شريك، بينما كانت نسبة 4.3% من الأسر لديها معيلون من الذكور دون وجود شريكة وكانت نسبة 30.7% من غير العائلات. تألفت نسبة 28.1% من أصل جميع الأسر من عدة أفراد يعيشون في نفس المنزل ونسبة 13.3% كانت تتألف من شخص يعيش بمفرده يبلغ من العمر 65 عاماً أو أكثر. وبلغ متوسط حجم الأسرة المعيشية 2.46، أما متوسط حجم العائلات فبلغ 3.00.
بلغ العمر الوسطي للسكان 36.2 عاماً. وكانت نسبة 28.3% من القاطنين تحت سن الثامنة عشر، وكانت نسبة 9.1% بين الثامنة عشر والرابعة والعشرين عاماً، ونسبة 24.2% كانت واقعةً في الفئة العمرية ما بين الخامسة والعشرين والرابعة والأربعين عاماً، ونسبة 22.8% كانت ما بين الخامسة والأربعين والرابعة والستين، ونسبة 14.5% كانت ضمن فئة الخامسة والستين عاماً فما فوق. يوجد لكل 100 أنثى 90.2 ذكر، ويوجد لكل 100 أنثى في الثامنة عشر من عمرها فما فوق 80.6 ذكر.
بلغ متوسط دخل الأسرة في المدينة 21,500 دولارًا، أما متوسط دخل العائلة فبلغ 24,506 دولارًا. وكان متوسط دخل الذكور 24,781 دولارًا مقابل 18,176 دولارًا للإناث. وسجل دخل الفرد الخاص بالمدينة 12,865 دولارًا. وكانت نسبة 23.6% من العائلات ونسبة 28.9% من السكان تحت خط الفقر، وكان من هؤلاء نسبة 41.9% تحت سن الثامنة عشر ونسبة 24.9% في الخامسة والستين من العمر وما فوق.

### تعداد عام 2010
بلغ عدد سكان أوغوستا 2,199 نسمة بحسب تعداد عام 2010، وبلغ عدد الأسر 976 أسرة وعدد العائلات 610 عائلة مقيمة في المدينة. في حين سجلت الكثافة السكانية 406.5 نسمة لكل كيلومتر مربع (1,052.8/ميل2). وبلغ عدد الوحدات السكنية 1,105 وحدة بمتوسط كثافة قدره 204.3 لكل كيلومتر مربع (529.1/ميل2).
وتوزع التركيب العرقي للمدينة بنسبة 50.16% من البيض و46.66% من الأمريكيين الأفارقة و0.27% من الأمريكيين الأصليين و0.14% من الأمريكيين ذوي الأصول الآسيوية و0.09% من سكان جزر المحيط الهادئ و1.14% من الأعراق الأخرى و1.55% من عرقين مختلطين أو أكثر و1.59% من الهسبانيون أو اللاتينيون من أي عرق.
بلغ عدد الأسر 976 أسرة كانت نسبة 28.1% منها لديها أطفال تحت سن الثامنة عشر تعيش معهم، وبلغت نسبة الأزواج القاطنين مع بعضهم البعض 36.8% من أصل المجموع الكلي للأسر، ونسبة 20.2% من الأسر كان لديها معيلات من الإناث دون وجود شريك، بينما كانت نسبة 5.5% من الأسر لديها معيلون من الذكور دون وجود شريكة وكانت نسبة 37.5% من غير العائلات. تألفت نسبة 34.6% من أصل جميع الأسر من عدة أفراد يعيشون في نفس المنزل ونسبة 11.5% كانت تتألف من شخص يعيش بمفرده يبلغ من العمر 65 عاماً أو أكثر. وبلغ متوسط حجم الأسرة المعيشية 2.24، أما متوسط حجم العائلات فبلغ 2.85.
بلغ العمر الوسطي للسكان 42.4 عاماً. وكانت نسبة 23.6% من القاطنين تحت سن الثامنة عشر، وكانت نسبة 8.3% بين الثامنة عشر والرابعة والعشرين عاماً، ونسبة 21% كانت واقعةً في الفئة العمرية ما بين الخامسة والعشرين والرابعة والأربعين عاماً، ونسبة 31.3% كانت ما بين الخامسة والأربعين والرابعة والستين، ونسبة 15.7% كانت ضمن فئة الخامسة والستين عاماً فما فوق. وتوزع التركيب الجنسي للسكان بنسبة 47.5% ذكور و52.5% إناث.

## أعلام
- جيمي غان
- جون د. برايس

## وصلات خارجية
- The US50 - Cities and Towns in Arkansas State
- 2012 United States Census Estimate